# Нейландс-Яунземс, Армандс
А́рмандс Не́йландс-Я́унземс (26 мая 1970, Рига — 21 сентября 2010, Переделкино) — российский актёр театра и кино.

## Биография
Армандс Нейландс-Яунземс родился 26 мая 1970 года в Риге (Латвийская ССР). Мать — бригадир на инструментальном заводе, отец работал в трамвайно-троллейбусном управлении.
Мастер спорта по акробатике и плаванию, имел разряд по рукопашному бою.
Окончил Рижский индустриальный техникум. Учился в Московском институте культуры на отделении «Режиссура пластической драмы», но затем перевёлся в Щукинское училище.
В 1996 году окончил Театральное училище им. Щукина (курс Ю. В. Шлыкова).
Играл у Ю. Любимова в Театре на Таганке в спектакле «Москва — Петушки» по пьесе Венедикта Ерофеева.
Увлекался портретной фотографией, всеми видами танцев, особенно рок-н-роллом.
Был женат на актрисе Театра имени Маяковского — Наталье Коренной, сын — Александр Коренной (1999—2022).
Погиб 21 сентября 2010 года на 41-м году жизни от удара электропоезда в Переделкине (Подмосковье), переходя железнодорожные пути. Машинист подавал звуковые сигналы, но актёр их не услышал из-за того, что был в наушниках. Похоронен на Пыхтинском кладбище.

## Роли в театре
- «Москва — Петушки»

## Фильмография
- 1996 — Карьера Артуро Уи. Новая версия
- 1999 — Умирать легко — Сергей
- 2000 — Старые клячи — телохранитель
- 2000 — Чек — Серж
- 2001 — Любовь.ru
- 2001 — Семейные тайны — Юра
- 2003 — Кобра. Антитеррор — Анатолий
- 2003 — Русские амазонки 2 — авиатехник
- 2005 — Жизнь — поле для охоты — Степан Зубов, наркоман
- 2005 — Новый русский романс — Андрей Андреевич Демин, хирург
- 2005—2007 — Обречённая стать звездой — Олег Никольский, композитор
- 2006 — Аэропорт 2 — певец Олег Туманов
- 2006 — Карамболь — Андрес, литовский бизнесмен
- 2007 — Возвращение Турецкого — Савин
- 2007 — Убить змея — Гречев
- 2007 — Личная жизнь доктора Селивановой — Егор, муж Татьяны
- 2008 — Знахарь — Константин Разин по прозвищу «Знахарь» (озвучка — Александр Рахленко)
- 2008 — Самый лучший вечер — Николай Соколов
- 2009 — Брачный контракт — Пётр Разумовский, психолог
- 2009 — Петровка, 38. Команда Петровского — Станислав Доля, следователь
- 2009 — Петровка, 38. Команда Семёнова — Станислав Доля, следователь
- 2010 — Девятый отдел — Пётр Алексеевич Волков, частный детектив
- 2010 — Отдел — Артём
- 2010 — Точка кипения — Питер, немецкий адвокат
- 2010 — Основная версия — Скандинав
- 2011 — Ярость — Ян-"Евросоюз", таксист, друг и коллега Разумовского и Бэка
- 2011 — Пилот международных авиалиний — Славик Портнов, помощник Круглова
- 2011 — Знахарь 2: Охота без правил — Константин Разин по прозвищу «Знахарь»
- 2012 — Частный сыск полковника в отставке — Пит Хейвуд, муж Риты